# قرار مجلس الأمن التابع للأمم المتحدة رقم 1176
قرار مجلس الأمن التابع للأمم المتحدة رقم 1176، المتخذ بالإجماع في 24 يونيو 1998، بعد إعادة التأكيد على القرار 696 (1991) وجميع القرارات اللاحقة بشأن أنغولا، ولا سيما القرار 1173 (1998)، علق المجلس عزمه على فرض مزيد من العقوبات على يونيتا لعدم امتثالها حتى 1 يوليو 1998.
بموجب الفصل السابع من ميثاق الأمم المتحدة، طالب مجلس الأمن يونيتا بالامتثال غير المشروط لالتزاماتها وقرر أن تدخل القيود حيز التنفيذ في الساعة 00:01 بالتوقيت الشرقي القياسي في 1 يوليو 1998، ما لم يقرر المجلس والأمين العام خلاف ذلك. كان على اللجنة المنشأة بموجب القرار 864 (1993) تقديم تقرير بحلول 7 أغسطس 1998 عن كيفية تنفيذ البلدان للتدابير المحددة في القرار 1173. وبطريقة مماثلة، طُلب من البلدان الإبلاغ عن التدابير التي اتخذتها لإنفاذ العقوبات بحلول 22 تموز / يوليو 1998.

## روابط خارجية
- نص القرار في undocs.org